# John J. Exon
John J. Exon (Geddes, 1921. augusztus 9. – Lincoln, 2005. június 10.) az Amerikai Egyesült Államok szenátora (Nebraska, 1979–1997).